# 急凍鳥
急凍鳥（日語：フリーザー，其他名：冰鳥），為1025種寶可夢中的一種，與闪电鸟、火焰鸟同為傳說中的三聖鳥寶可夢，最早出現於精靈寶可夢紅版及綠版之中。

## 簡介
急凍鳥是冰屬性寶可夢，全國圖鑑編號為144，豐緣地區編號為299，和其他寶可夢並沒有進化上的關係。牠在很多精靈寶可夢的產品中出現，包括由田尻智所創作的電子遊戲、動畫、漫畫和參考書等。

### 特徵
急凍鳥是屬於冰凍的寶可夢，因為藍色的身體給人帶來寒冷的感覺。牠有如鳳凰般的外表，在天空中自由地飛翔。牠有一個像三隻角般的雞冠，和一雙寶石似的大大的紅色的眼睛，一對又大又長的翅膀上整整齊齊地排著很多羽毛，黑色的腳上有很尖的爪，而且最具特色的是牠有一條極長又極柔順、頭髮般的尾巴。雖然牠是鳥類，但牠總是在風雪中出現，可見牠不但不怕寒冷，而且很喜歡這種氣溫。

### 命名由來
牠的日文名字的發音是，意思是指冷凍器。英文名方面則是用「北極」的英文字作為開頭，加上在西班牙文中代表「一」的在名字的尾，意思是指牠是三聖鳥之中的第一隻、屬於冰屬性的聖鳥。不論在香港、中國大陸或台灣，都是以急凍鳥作為官方的中文名字，不過在坊間某些網頁中，有些人叫牠做冰鳥。

## 電子遊戲
急凍鳥在遊戲中的屬性是「冰」和「飛行」。在很多款任天堂遊戲機的精靈寶可夢遊戲中都可以飼養。牠最初出現在第一世代的「紅」、「綠」、「藍」和「黃」版之中。
急凍鳥合計的種族值有580，和其餘兩隻聖鳥閃電鳥和火鳥相同，亦和第二世代中的三聖獸、第三世代中的三聖柱以及第四世代中的三聖神有相同的總種族值。牠有極高的能力，加上牠的飛行屬性令牠可以回避所有地面屬性的招式，所以很多玩家都會餵養一隻來和其他人戰鬥。急凍鳥戰鬥時會怕火、電以及較冷門的鋼屬性，而且牠有一個大的弱點，就是「冰」屬性和「飛行」屬性的配搭會令牠被岩石屬性招式攻擊時，傷害會乘以4，會使用強勁岩石屬性的寶可夢是牠的剋星。尤以高速度的化石翼龍為最大敵人。
由「火紅」、「葉綠」版開始，急凍鳥可以同時習得「心之眼」和「絕對零度」兩招。「絕對零度」一招可以令被擊中的對手立即死亡，雖然也有其它寶可夢能夠使出，但此招式的命中機率之低，只有30%，所以效率並不高。「心之眼」一招被使出後，對手會被一直望著，下一回合自己所使出的招式必定會打中對手。急凍鳥是唯一一隻可以同時學會該兩招的寶可夢，當牠使出「心之眼」後，下回合自己再使出的「絕對零度」必定會打中，對手就必定會立即死亡。正因如此，急凍鳥被稱為招式上最強的寶可夢，只要牠能夠成功先後使出該兩招就能得勝。要破解急凍鳥這種組合招式，只要在牠使出兩招之前打敗掉牠就可，亦有一些精靈的特性如「結實」是可以防禦這種一擊必殺的招式。急凍鳥優勝之處只是招式的組合性，牠的攻擊和特攻值都不是太高，不能和總能力、特攻和速度等方面都是最好的超夢比較。
由第三世代或以後，急凍鳥的基本親密度是35，即是比普遍的寶可夢為低。牠的特性是「壓迫感」，即是當受到攻擊的招式，攻擊牠的對手會消耗多一點PP，冒險時將急凍鳥放在首位的話，則不會遇到該區最低等級的野生寶可夢，而且有一半的機會率會遇到該區最高等級的野生寶可夢。由於牠是屬於冰屬性的寶可夢，因此牠不會被對手的招式弄至冰凍，而且在風雪中不會被落下來的冰雹弄傷。

### 捕捉方式
急凍鳥雖然是一隻傳說的寶可夢，卻不像夢幻、時拉比屬於限量版的寶可夢，玩家可以從正常的方法之中捉到牠，不過只可以在Game Boy的紅、綠、藍和黃版、Game Boy Advance的火紅、葉綠版，以及GameCube的《精靈寶可夢XD 闇之旋風：闇黑洛奇亞》中捕捉到急凍鳥。
在上述各版本中，只要進入雙子島後，先將所有可以推動的岩石推進洞，然後到山洞最深處就可以直接捕捉牠。以上各版中出現的的急凍鳥等級都是50。由於急凍鳥不會被冰凍，不易被精靈球收服，只有在打傷牠的同時令牠睡眠或麻痺，才可以有多些機會捉到牠。
GameCube版中，取得方法就是要打敗最後一個頭目，在和牠的對戰中淨化牠餵養的黑暗急凍鳥。這個方法的成功率十分低，所以要在這隻遊戲中捉到牠遠比在其他遊戲中困難。
急凍鳥沒有性別，而且不能生蛋，所以玩家不能從正常遊戲中取得第二隻。若玩家在雙子島中把唯一急凍鳥的HP歸零，除非重新開始遊戲，否則將無法再次遇到甚至收服急凍鳥。

### 招式
急凍鳥在各個版本的精靈寶可夢遊戲中所學到的招式都有所不同，但都是較為強力的招式。由於牠是冰屬性和飛行屬性的寶可夢，牠使用該屬性的招式時威力會較大。牠的代表招式包括「冰凍光束」和「暴風雪」，同時牠亦擅長使用各種變化類招式，正如上文所說的「心之眼」與「絕對零度」的組合招式。以下列出的招式以珍珠、鑽石版為主：
牠還可以學會一些招式學習器和秘傳學習器，例如用以來往各城市的招式「飛翔」。

### 不可思議的迷宮
急凍鳥亦會在《精靈寶可夢不可思議的迷宮》中出現，但只有一隻。在遊戲中，牠是其中一個迷宮的首腦，必須要打敗牠才可以過關。在完成遊戲後，玩家可以回到該迷宮中再挑戰這隻急凍鳥，有機會捉到牠，但因為牠的身型很大，會佔用較多的空間，和牠戰鬥時必須留有4個單位的空間才可以令牠加入自己的隊伍。牠的等級是53，是遊戲中最高等級的傳說的寶可夢，但要捕捉牠的話玩家的寶可夢等級不必比牠高。
正如上文所說，急凍鳥已經能夠同時學會「心之眼」與「絕對零度」兩招，可以作為一個必殺的組合。更厲害的是，這個遊戲中玩家可以將寶可夢的招式設定為組合，令精靈在同一回合中連續使出兩招或更多的招式。此時急凍鳥只需在一次出招的機會中就可以使出這個連續技，在一回合中令對手死亡。

## 動畫
急凍鳥在精靈寶可夢動畫版中很少出現，但在多個開場畫面中露面。急凍鳥在動畫中作為重要角色的單元僅有於成都聯盟故事中的第190集和《精靈寶可夢超世代》的第134、135集登場，在第135集中急凍鳥和小智的噴火龍戰鬥。《寶可夢 旅途》的第102集中雙子島的急凍鳥和小智等人12隻寶可夢進行戰鬥。是一隻十分珍貴的傳說寶可夢。

### 劇場版
急凍鳥在1999年首映的電影《神奇寶貝之路基亞爆誕》中出現。故事中，即精靈寶可夢動畫版身處的世界之中，急凍鳥正要逃避收藏家獵人吉爾露太的追捕，並遇到小智等人。那個收藏家已經捉了閃電鳥和火焰鳥兩隻聖鳥，想把急凍鳥一起捉去以儲齊三隻，並引出幻之寶可夢洛奇亞，因此小智等人合力拯救牠。除此之外急凍鳥就沒有在其他電影之中登場的機會了。

### 聲優
- 日本：
  - 第190集：冬馬由美
  - 第413集：小西克幸

## 漫畫

### 神奇寶貝特別篇
在第一章中初登場，原棲息於雙子島，因不想被火箭兵團捉去，而把自己冰封，後來被小智的暴鯉龍的攻擊而解封並成功逃脫。不過不久之後，被前毒屬性道館館主、火箭兵團的幹部忍者阿桔捉去。在西爾佛總公司的決鬥，因關都地方的七枚徽章的力量，與閃電鳥、火焰鳥合為一體，令牠變成邪惡的寶可夢，後被小智、小茂和小藍打敗，並得以從火箭兵團手上解放。第三章中被小藍捕獲，於桐樹林與小智一起對抗鳳王和洛奇亞。

### 神奇寶貝
在《神奇寶貝》之中，有一隻急凍鳥挑戰皮卡丘、皮皮和胖丁，說要吃完50個雪錐才可以放走扁桃和傑尼龜等人。最後急凍鳥竟然輸了，雖想賴帳，但還是放走各人，讓他們坐在牠的背上飛回家。

## 卡片遊戲
在神奇寶貝集換式卡片遊戲之中，急凍鳥首次出現化石系列之中，是一張有全息摄影技術的閃卡，之後還出現過很多張急凍鳥的卡。作為遊戲卡的時候，急凍鳥通常是屬於水屬性的。

## 註解
1. ↑  香港地區以前叫「急凍鳥」
 （页面存档备份，存于）
2. ↑  .   [2021-08-07]. （原始内容存档于2021-08-07）.
3. ↑  .   [2021-10-02]. （原始内容存档于2021-08-07）.
4. ↑  第一世代就是指自精靈寶可夢「紅」、「綠」版開始出現的寶可夢，全國圖鑑編號1～151。
5. ↑  種族值包括HP、攻擊、防禦、特攻、特防和速度。
6. ↑  三聖獸包括雷公、炎帝和水君。
7. ↑  在第一世代，有比三聖鳥更高種族值的寶可夢只有超夢和夢幻這兩隻傳說的寶可夢，而且當時夢幻還是限量版的寶可夢。
8. ↑  現實世界中，任何物質在絕對零度的情況下都不能活動。
9. ↑  在金、銀和水晶版中都有親密度，不過所有寶可夢的基本數值都預設為70。
10. ↑  只有在第三世代或以後的遊戲才有特性這回事。
11. ↑  但有些玩家用非正式的方法如利用遊戲中的程序錯誤複製已有的急凍鳥。
12. ↑  有關各招式的日文原名及英文譯名，可參考Aucy's Pokemon （页面存档备份，存于）。
13. ↑  要組合招式，可以在招式處理店中設定，或使用「連結箱」來處理。
14. ↑  另外兩隻聖鳥閃電鳥和火焰鳥分別被電屬性道館館主馬志士和超能力屬性道館館主娜姿所捉去。

## 外部連結
- 神奇寶貝日本官方網站 （页面存档备份，存于）
- 神奇寶貝英文官方網站 （页面存档备份，存于）
- Serebii.net 之中的急凍鳥
- Aucy's Pokemon - NDS精靈 - フリーザー
- 神奇寶貝集換式卡片遊戲的資料庫